# A coach for cinderella
『A coach for cinderella』（ア・コーチ・フォー・シンデレラ）は、1936年にシンデレラをモチーフにしてフライシャー・スタジオが制作したシボレー自動車の宣伝用アニメ映画。パブリックドメインとなっている。

## スタッフ
- 監督:マックス・フライシャー
- プロデューサー:ジェイミソン・ハンディ
- 音楽:サミー・ティンバーグ
- 制作会社:フライシャー・スタジオ
- 配給:ジャム・ハンディ
- 公開日:1936年9月24日
- 上映時間:9分
- 制作国:アメリカ合衆国
- 言語:英語

## ストーリー
物語は、シンデレラが舞踏会に行くために邪悪な義理の姉妹たちからこき使われているという状況から離れて、より良い生活を送りたいと願うところからスタートする。そんなシンデレラが過酷な生活を送るのを見守る小人がいた。シンデレラが眠りにつくと、小人はシンデレラの寸法を測り、森にいる他の小人たちに会いに行く。小人は、シンデレラが困っているときにとても助けてくれたので、恩返しをすべきだと彼らに提案する。小人たちは、シンデレラのために舞踏会用のドレスと移動用の自動車を作ってあげることに。彼らは森の周りのさまざまなものを使って馬車を作り、彼らはそれらを「モダナイザー」にかけ、最後にそれが新しいシボレーの車であることが明らかになった。その後、シンデレラはその自動車で舞踏会に出かけ、物語の残りの部分は続編の「A Ride for Cinderella」で語られることとなった。

## 登場キャラクター
小人たち
本作のメインキャラクター。シンデレラの為に東奔西走する。バッタ、鳥、カメ、芋虫、昆虫も登場する。
シンデレラ
人間キャラクター。終盤でドレスアップした自分と自動車を見てびっくりする。
継姉
序盤で登場。舞踏会へ行くためにシンデレラをこき使う。
車の運転手
終盤で登場。シンデレラを舞踏会へ連れていく。